# Одоевщино (Липецкая область)
Одоевщино — село в Данковском районе Липецкой области, входит в состав Спешнево-Ивановского сельсовета.

## Географическое положение
Село расположено на берегу реки Вязовка в 10 км на запад от центра поселения села Спешнево-Ивановское и 20 км на запад от райцентра города Данков.

## История
Покровское, Одоевщино тож, в качестве новоселебного села в вотчине князя Василия Федоровича Одоевского с церковью Покрова Пресвятой Богородицы упоминается в окладных книгах 1676 года. Время построения, вместо деревянной, каменной Покровской церкви относится к половине XVIII века. В 1884 году устроен был новый иконостас и церковь вторично освящена 10 сентября того же года. Каменная вокруг церкви ограда устроена была в 1850 году.
В XIX — начале XX века село являлось центром Одоевской волости Данковского уезда Рязанской губернии. В 1906 году в селе было 113 дворов.
С 1928 года село являлось центром Одоевского сельсовета Данковского района Козловского округа Центрально-Чернозёмной области, с 1934 года — в составе Воскресенского района, с 1954 года — в составе Липецкой области, с 1963 года — вновь в составе Данковского района, с 2011 года — в составе Спешнево-Ивановского сельсовета.

## Население
| 1859 | 1897 | 1906 | 2010 |
| ---- | ---- | ---- | ---- |
| 783  | ↘663 | ↗800 | ↘87  |

## Достопримечательности
В селе расположена недействующая церковь Покрова Пресвятой Богородицы (1750).